# Vigo (Lamas)
Vigo es una localidad española situada en la parroquia de Lamas, del municipio de Boqueijón, en la provincia de La Coruña, Galicia.

## Demografía
| Gráfica de evolución demográfica de Vigo entre 2009 y 2018 |
|                                                            |
| Datos según el nomenclátor publicado por el INE.           |